# Marcel Bozzuffi
Marcel Bozzuffi (28 de octubre de 1928 - 2 de febrero de 1988) fue un actor de cine francés, quizás recordado por su papel en The French Connection. En 1963, se casó con la actriz Françoise Fabian. También fue la voz francesa del actor Paul Newman (Exodus, The Mackintosh Man).

## Filmografía
- Escapade (1957)
- Tintín y el misterio del Toisón de Oro (1961)
- The Sleeping Car Murders (1965)
- Hasta el último aliento (1966)
- La Bande à papa (1956)
- Z (1969)
- The French Connection (1971)
- Trois milliards sans ascenseur (1972)
- Torino Nera (1972)
- Images (1972)
- The Marseille Contract (1974)
- Caravan to Vaccarès (1974)
- Illustrious Corpses (1976)
- March or Die (1977)
- La cage aux folles 2 (1980)
- Identification of a Woman (1982)